# 생물 색소

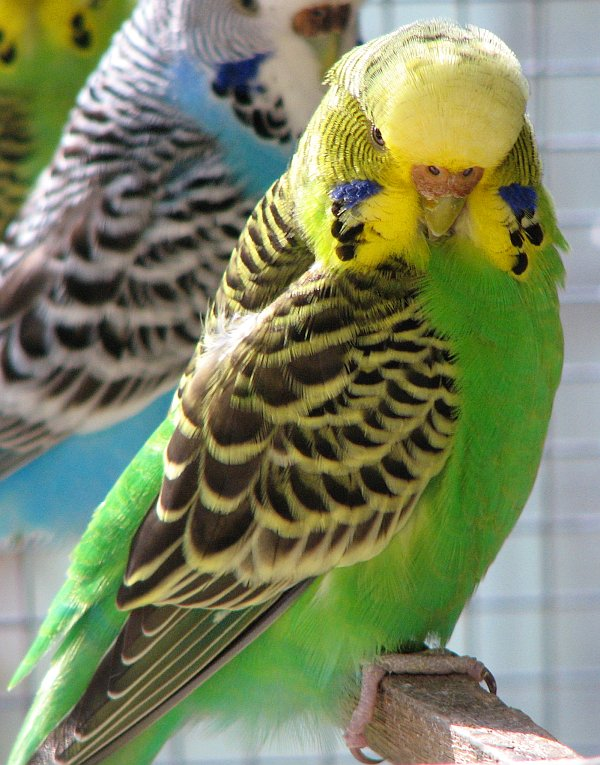
사랑앵무는 프시타코풀빈 색소로부터 노란색을 얻고, 노란색 색소와 파란색의 구조색의 조합으로부터 녹색을 얻는다. 뒤에 있는 하늘색과 흰색이 조합된 새에는 노란색 색소가 없다. 두 새의 어두운 부분은 검은색 색소인 유멜라닌 때문이다.

생물 색소(生物色素, 영어: biological pigment 또는 biochrome)는 선택적 색상 흡수로 인한 색깔을 나타내며, 생물체에 의해 생성되는 물질이다. 생물 색소에는 식물성 색소와 꽃 색소가 포함된다. 피부, 눈, 깃털, 털, 머리카락과 같은 많은 생물학적 구조에는 색소포라고 불리는 특수한 세포에 멜라닌과 같은 색소가 포함되어 있다. 일부 종에서 생물 색소는 개체의 수명 동안 매우 오랜 기간에 걸쳐 축적된다.
색소의 색은 모든 시야각에서 동일하다는 점에서 구조색과 다르며, 구조색은 일반적으로 다층 구조로 인해 선택적 반사 또는 보는 각도에 따라 색깔이 달라지는 것에 대한 결과이다. 예를 들어 나비의 날개는 일반적으로 구조색을 포함하지만, 많은 나비에는 색소가 포함된 세포가 존재한다.

## 생물의 색소
이 분자들이 색소를 가지게 하는 전자 결합 화학에 대해서는 공액계 문서를 참조한다.
- 헴/포르피린 기반: 엽록소, 빌리루빈, 헤모사이아닌, 헤모글로빈, 미오글로빈
- 빛을 내는 물질: 루시페린
- 카로티노이드:
  - 헤마토크롬 (조류 색소, 카로티노이드와 그 유도체의 혼합물)
  - 카로틴: α-카로틴, β-카로틴, 리코펜, 로돕신
  - 잔토필: 칸타잔틴, 제아잔틴, 루테인
- 단백질성: 피토크롬, 피코빌리단백질
- 프시타코풀빈: 앵무새에만 있는 빨간색과 노란색 색소의 부류
- 투라신과 투라코베르딘: 부채머리과와 관련종에서 발견되는 빨간색과 녹색 색소
- 안토잔틴: 일부 식물의 흰색 색소
- 기타: 멜라닌, 우로크롬, 플라보노이드

## 식물의 색소

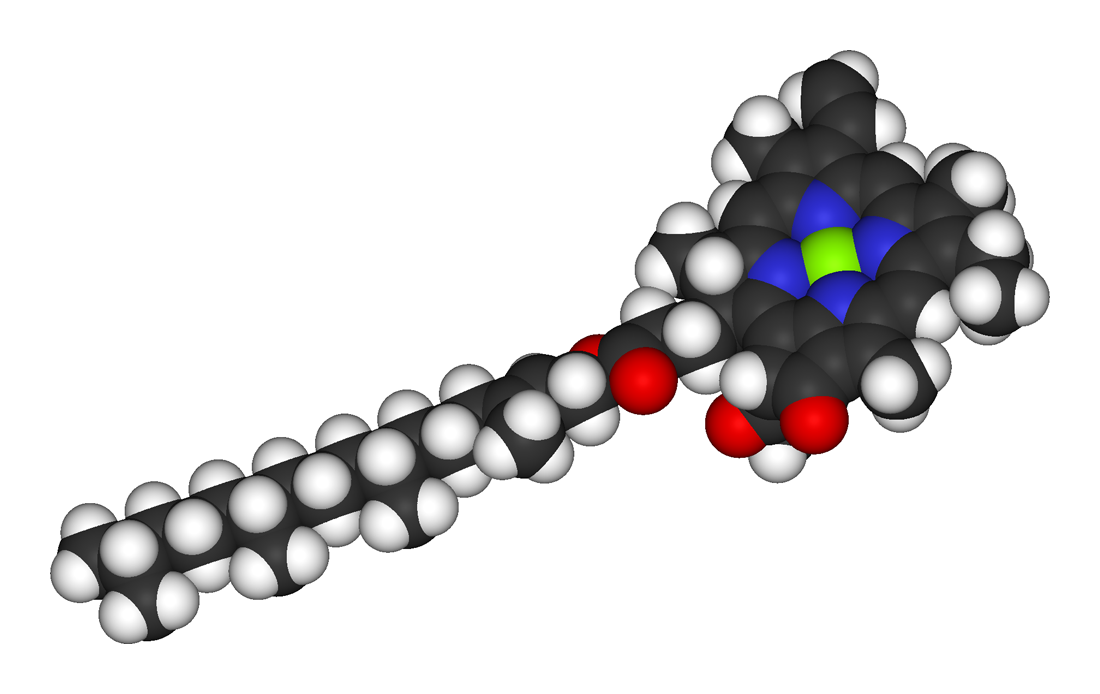
엽록소 분자의 공간채움 모형

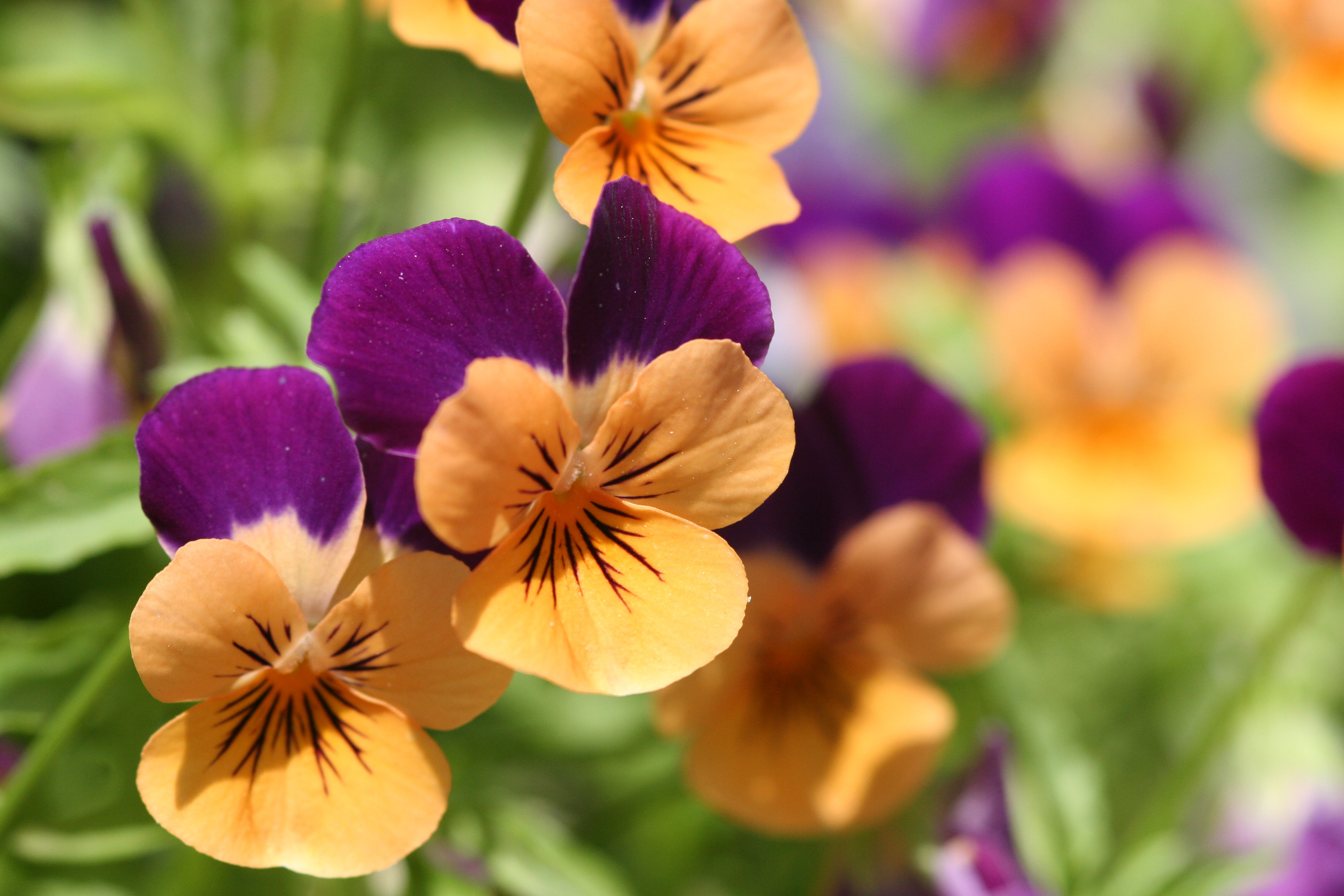
팬지의 보라색은 안토사이아닌 때문이다.

식물 색소의 주요 기능은 광합성인데, 광합성은 녹색 색소인 엽록소와 가능한 한 많은 양의 빛 에너지를 흡수하는 여러 가지 다채로운 색소를 사용한다. 색소는 수분에 중요한 역할을 하는 것으로 알려져 있다. 색소가 축적되거나 손실되면 꽃 색깔이 바뀌어 수분매개자에게 어떤 꽃이 더 많은 꽃가루와 꿀을 가지고 있는지 알려준다.
식물 색소에는 포르피린, 카로티노이드, 안토사이아닌, 베탈라인 등 많은 분자가 포함되어 있다. 모든 생물 색소는 특정 파장의 빛만 선택적으로 흡수하고, 다른 파장의 빛은 반사한다.
주요 식물 색소는 다음과 같다.
- 엽록소는 식물의 주요 색소로 녹색광은 대부분 반사하고 적색광과 청색광을 흡수하는 클로린이다. 식물이 녹색을 띠는 것은 엽록소가 상대적으로 풍부하게 존재하기 때문이다. 모든 육상 식물과 녹조류는 엽록소 a와 엽록소 b의 두 가지 형태로 가지고 있다. 다시마, 규조류 및 기타 광합성 부등편모조류는 엽록소 b 대신 엽록소 c를 가지고 있으며, 홍조류는 엽록소 a만 가지고 있다. 모든 엽록소는 식물이 광합성에 필요한 에너지를 얻기 위해 빛을 흡수하는 주요 수단으로 사용된다.
- 카로티노이드는 빨간색, 주황색, 노란색의 테트라테르페노이드이다. 광합성 과정에서 이들은 광수집(보조 색소로서), 광보호(비광화학적 소광을 통한 에너지 소산과 광산화 손상 방지를 위한 단일항 산소 제거) 기능을 하며 단백질의 구조적 요소로도 작용한다. 고등 식물에서는 식물 호르몬인 아브시스산의 전구체 역할을 한다.
- 베타레인은 빨간색 또는 노란색 색소이다. 안토사이아닌과 마찬가지로 수용성이지만 안토사이아닌과 달리 티로신으로부터 합성된다. 이 부류의 색소는 석죽목(선인장과 비름속을 포함)에서만 발견되며, 식물에서 안토사이아닌과 절대 공존하지 않는다.[5] 베타레인은 비트의 진한 붉은색을 담당한다.
- 안토사이아닌(문자 그대로 "꽃의 파란색")은 pH에 따라 빨간색에서 파란색으로 변하는 수용성 플라보노이드 색소이다. 이들은 고등 식물의 모든 조직에 존재하며 잎, 줄기, 뿌리, 꽃, 열매에 색상을 제공하지만 항상 눈에 띄게 충분한 양은 아니다. 안토사이아닌은 많은 종의 꽃잎에서 가장 눈에 띄게 나타난다.[5]

일반적으로 식물은 네오잔틴, 비올라잔틴, 안테라잔틴, 제아잔틴, 루테인, β-카로틴 등 6가지 보편적인 카로티노이드를 함유하고 있다. 루테인은 과일과 채소에서 발견되는 노란색 색소이며 식물에서 가장 풍부한 카로티노이드이다. 리코펜은 토마토의 색깔을 담당하는 붉은 색소이다. 식물에서 흔하지 않은 다른 카로티노이드에는 루테인 에폭사이드(다양한 목본 식물에 함유), 락투카잔틴(상추에 함유), α-카로틴(당근에 함유) 등이 있다.

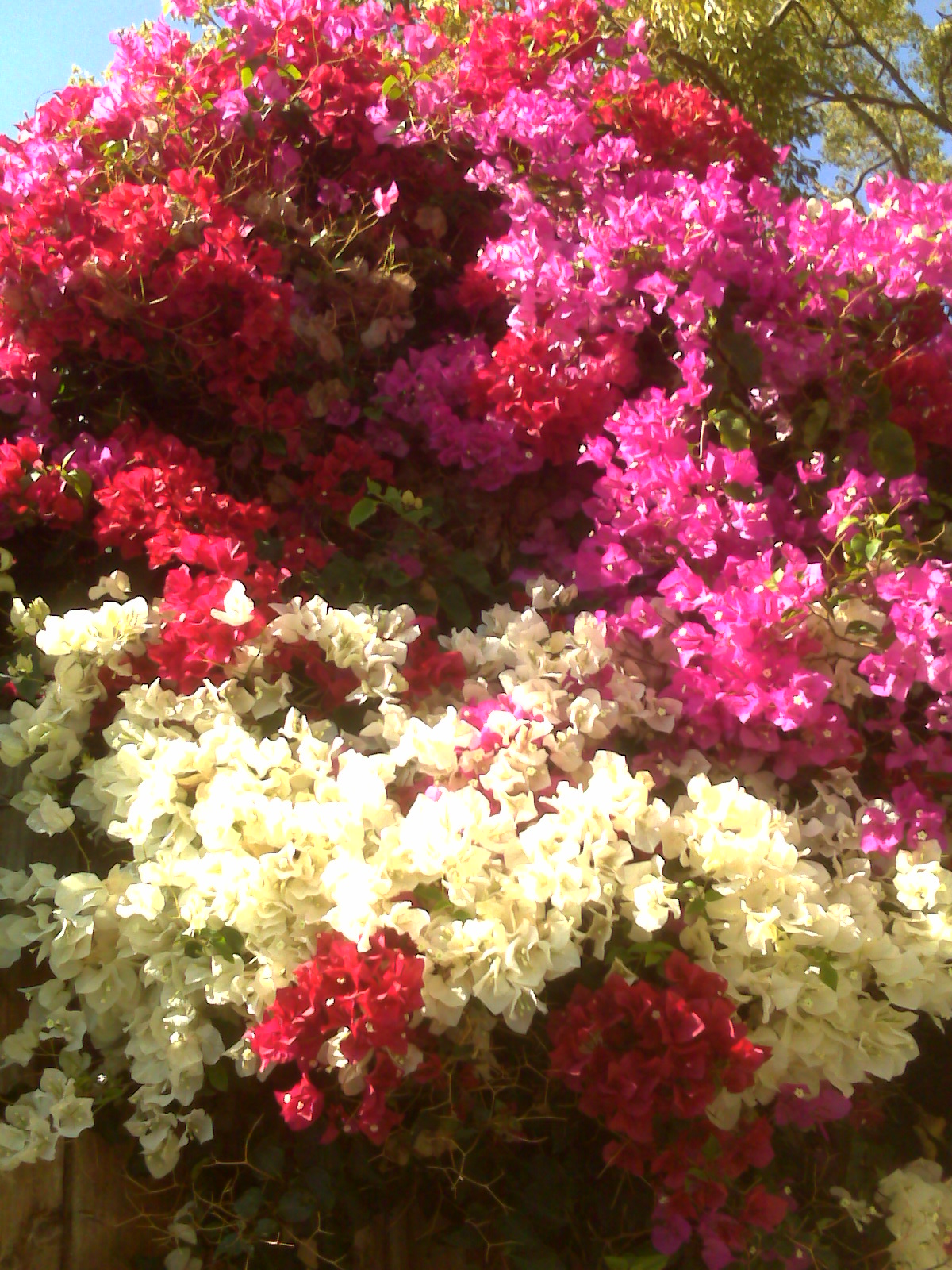
부겐빌레아의 포엽은 베타레인으로부터 색상을 얻는다.

식물에서 특히 눈에 띄는 색소 침착 현상은 단풍에서 볼 수 있는데, 이는 많은 낙엽수와 관목에서 일반적으로 녹색 잎에 영향을 미치는 현상으로, 가을철 몇 주 동안 잎이 빨간색, 노란색, 보라색, 갈색 등 다양한 색조를 띠게 된다.
엽록소는 무색의 테트라피롤로 분해되며, 이를 비형광 엽록소 분해산물(nonfluorescent chlorophyll catabolite, NCC)이라고 한다. 식물 잎의 주된 색소인 엽록소가 분해되면서 숨겨진 색소인 노란색의 잔토필과 주황색의 β-카로틴이 드러난다. 이러한 색소는 일년 내내 존재하지만, 붉은 색소인 안토사이아닌은 엽록소의 절반 정도가 분해된 후에 새롭게 합성된다. 광수집 복합체가 분해되면서 방출된 아미노산은 겨울 내내 나무의 뿌리, 가지, 줄기에 저장되었다가 이듬해 봄에 재활용되어 나뭇잎을 다시 자라게 하는데 사용된다.

## 조류의 색소
조류는 매우 다양한 광합성 생물로, 식물과 달리 수생 식물이며, 관다발 조직이 없고, 배를 생성하지 않는다. 그러나 조류와 식물은 둘 다 광합성 색소를 가지고 있으며, 이 색소는 나중에 세포가 사용하는 에너지를 흡수하고 방출한다. 이러한 색소에는 엽록소 외에도 피코빌리 단백질, 푸코잔틴, 잔토필, 카로틴이 포함되어 있으며, 이것들은 빛 에너지를 흡수하여 산소 발생 광합성 반응을 개시하는 주요 색소로 사용된다.
와편모충류와 같은 광영양생물인 조류는 페리디닌을 광수집 색소로 사용한다. 카로티노이드는 광합성 반응 중심과 광수집 복합체와 같은 엽록소 결합 단백질 내에서 복합체를 이루는 것으로 발견되지만, 남조류의 주황색 카로티노이드 단백질과 같은 전용 카로티노이드 단백질 내에서도 발견된다.
| 그룹              | 색소 |
| ----------------- | --- |
| 녹조류            | - 엽록소 a, 엽록소 b                                                                                        |
| 홍조류            | - 엽록소 a - 피코빌리단백질 - 피코에리트린은 붉은 보라색 색소로, 붉은 보라색을 띠는 종에서 우세한 색소이다. |
| 황갈조류와 갈조류 | - 엽록소 a, 엽록소 c - 잔토필 - 갈조소                                                                      |

## 세균의 색소
세균은 카로티노이드, 멜라닌, 비올라세인, 프로디지오신, 피오사이아닌, 악티노로딘, 제아잔틴과 같은 색소를 생성한다. 남세균은 피코사이아닌, 피코에리트린, 사이토네민, 엽록소 a, 엽록소 d, 엽록소 f를 생성한다. 자색 황세균은 세균엽록소 a와 세균엽록소 b를 생성한다. 남조류에는 칸타잔틴, 믹소잔토필, 시네코잔틴, 에키네논과 같은 여러 가지 다른 카로티노이드가 존재한다.
| 그룹             | 색소 |
| ---------------- | --- |
| 남세균           | - 엽록소 a, 엽록소 d, 엽록소 f - 청록색소인 피코사이아닌은 남세균의 주요 색소이다. - 알로피코사이아닌 - 피코에리트린 - 사이토네민 - 사이아노피신 - 카로티노이드 |
| 자색세균         | - 세균엽록소 a, 세균엽록소 b |
| 녹색세균         | - 세균엽록소 c, 세균엽록소 e |
| 크로모박테리움   | - 비올라세인 |
| 스트렙토미세스   | - 멜라닌 |
| 미크로모노스포라 | - 안트라퀴논 |

## 동물의 색소
많은 동물들은 색소를 위장, 모방 또는 경고 색상으로 사용하여 자신을 보호한다. 어류, 양서류, 두족류 등 일부 동물들은 배경에 맞게 다양한 위장을 하기 위해 색소가 있는 색소포를 사용한다.
색소는 구애나 생식 행동 등 동물 간의 신호전달에 사용된다. 예를 들어, 일부 두족류는 색소포를 이용해 의사 소통을 한다.
광색소인 로돕신은 빛을 인식하는 첫 단계로 빛을 가로챈다.
멜라닌과 같은 피부 색소는 자외선으로 인한 일광화상으로부터 조직을 보호할 수 있다.
그러나 혈액에서 산소를 운반하는 데 도움이 되는 헴기 등 동물의 일부 생물 색소는 우연히 색깔이 변한다. 이들의 색깔에는 보호 기능이나 신호전달 기능이 없다.
완두콩진딧물(Acyrthosiphon pisum), 두점진드기(Tetranychus urticae), 혹파리(혹파리과)는 카로티노이드를 합성할 수 있는 유일한 동물로 알려져 있다. 이들 절지동물에서 카로티노이드를 합성하는 유전자의 존재는 균류의 독립적인 수평적 유전자 전이 사건에 기인하는 것으로 여겨져 왔다.

### 질병 및 상태
사람과 동물은 색소 침착과 관련된 다양한 질병과 비정상적 상태를 겪는데, 이는 색소 또는 색소 세포가 부족하거나 손실되거나 색소가 과도하게 생성되기 때문이다.
- 백색증은 멜라닌의 일부 또는 전부가 소실되는 것을 특징으로 하는 유전 질환이다. 백색증인 사람과 동물을 "색소 결핍증의(albinistic)"라고 한다("알비노(albino)"라는 용어도 가끔 사용되지만, 사람에게 사용하면 불쾌감을 줄 수 있음).
- 층판상 어린선은 물고기 비늘병이라고도 불리며, 멜라닌이 과도하게 생성되는 것이 증상 중 하나인 유전 질환이다. 피부는 정상보다 어둡고, 어둡고 비늘 같은 건조한 반점이 특징이다.
- 기미는 호르몬 변화의 영향으로 얼굴에 짙은 갈색 색소 반점이 나타나는 증상이다. 임신 중에 이러한 증상이 나타나면 임신 마스크(the mask of pregnancy)라고 한다.
- 눈 색소 침착은 눈에 색소가 축적되는 현상이며, 라타노프로스트 약물로 인해 발생할 수 있다.[17]
- 백반증은 피부 부위에 멜라닌세포라는 색소 생성 세포가 소실되는 질환이다.

### 해양 동물의 색소

#### 카로티노이드와 카로티노단백질
카로티노이드는 자연에서 가장 흔히 발견되는 색소군이다. 600종 이상의 다양한 카로티노이드가 동물, 식물, 미생물에서 발견된다.
해양 동물은 스스로 카로티노이드를 만들 수 없기 때문에 이러한 색소를 식물에서 얻는다. 카로티노단백질은 특히 해양 동물들에게서 흔히 발견된다. 이들 복합체는 해양 무척추동물이 짝짓기와 위장을 위해 다양한 색상(빨간색, 보라색, 파란색, 녹색 등)을 내는데 중요한 역할을 한다. 카로티노단백질에는 A형과 B형의 두 가지 주요 유형이 있다. A형에는 카로티노이드(색원체)가 들어 있으며, 이는 화학양론적으로 단순 단백질(당단백질)과 연관되어 있다. 두 번째 유형인 B형은 지질단백질과 결합된 카로티노이드를 함유하고 있어 보통 덜 안정적이다. A형은 주로 해양 무척추동물의 표면(껍질과 피부)에서 발견되는 반면, B형은 주로 알, 난소, 혈액에서 발견된다. 카로티노단백질 복합체의 색상과 흡수 특성은 색원체(색소의 전구물질)과 단백질 소단위체의 화학적 결합에 기초한다.
예를 들어, 파란색 카로티노단백질인 린키아사이아닌은 각 복합체당 약 100~200개의 카로티노이드 분자를 가지고 있다. 게다가 이들 색소-단백질 복합체의 기능은 그 화학적 구조도 변화시킨다. 광합성 구조 내에 있는 카로티노단백질은 더 흔하지만 복잡하다. 광합성 시스템 밖에 존재하는 색소-단백질 복합체는 흔하지 않지만 구조가 더 간단하다. 예를 들어, 해파리인 벨렐과 벨렐라()에는 파란색 아스타잔틴 단백질이 두 가지 뿐이며, 복합체당 약 100개의 카로티노이드만 함유하고 있다.
동물에서 흔히 볼 수 있는 카로티노이드에는 보라색-파란색 및 녹색 색소를 내는 아스타잔틴이 있다. 아스타잔틴의 색깔은 특정 순서대로 단백질과 복합체를 이루어 형성된다. 예를 들어 크루스토크린에는 단백질과 결합된 약 20개의 아스타잔틴 분자가 있다. 복합체가 액시톤-액시톤 상호작용에 의해 상호작용하면 흡광도 최대값이 낮아지고, 이로 인해 다양한 색상의 색소로 변한다.
랍스터에는 다양한 유형의 아스타잔틴-단백질 복합체가 존재한다. 첫 번째는 크루스타사이아닌(최대 632 nm)으로, 랍스터 등딱지에서 발견되는 청록색 색소이다. 두 번째는 크루스토크린(최대 409 nm)으로, 등딱지의 바깥층에서 발견되는 노란색 색소이다. 마지막으로 지질당단백질과 오보베르딘은 보통 등딱지의 바깥층과 랍스터의 알에 존재하는 밝은 녹색 색소를 형성한다.

#### 테트라피롤
테트라피롤은 두 번째로 흔한 색소군이다. 이들은 4개의 피롤 고리를 가지고 있으며, 각 고리는 C4H4NH로 구성되어 있다. 테트라피롤의 주요 역할은 생물학적 산화 과정에서의 연결이다. 테트라피롤은 전자 전달에 중요한 역할을 하며, 많은 효소들을 대체하는 역할을 한다. 또한 해양 생물 조직의 색소 형성에도 역할을 한다.

#### 멜라닌
멜라닌은 해양 동물의 짙은색, 황갈색, 황색 또는 붉은색 색소를 담당하는 다양한 구조를 지닌 색소로 작용하는 화합물의 한 부류이다. 아미노산인 티로신이 멜라닌으로 전환되며, 멜라닌은 피부, 머리카락, 눈에서 발견된다. 페놀의 호기성 산화로부터 유래되며 중합체이다.
멜라닌은 질소를 함유한 멜라닌과 같은 더 작은 구성 분자의 집합체라는 점을 고려하면 여러 가지 유형이 있다. 멜라닌에는 두 가지 종류가 있다. 하나는 티로시네이스의 존재 하에 티로신의 호기성 산화를 통해 생성되는 검은색과 갈색의 불용성 유멜라닌(eumelanin)이며, 다른 하나는 시스테인 또는 글루타치온의 개입으로 유멜라닌 경로가 왜곡되어 발생하는 노란색에서 적갈색까지의 색상을 띠는 알칼리 가용성 페오멜라닌(phaeomelanin)이다. 유멜라닌은 대개 피부와 눈에서 발견된다. 여러 종류의 멜라닌에는 멜라노단백질(오징어인 세피아 오피시아날리스(Sepia officinalis)의 먹물 주머니에 고농도로 저장되어 있는 짙은 갈색 멜라닌), 에키노이데아(연잎성게류 및 성게의 심장에서 발견됨), 호롤투로이데아(해삼류에서 발견됨), 오피우로이데아(거미불가사리류와 삼천발이에서 발견됨)가 포함된다. 이러한 멜라닌은 간단한 이중 다기능 단량체의 반복적인 결합이나 고분자량의 결합으로 생성된 중합체일 가능성이 있다. 벤조싸이아졸과 테트라하이드로아이소퀴놀린 고리 시스템은 자외선 흡수 화합물로 작용한다.

#### 생물발광
심해의 유일한 빛의 원천인 해양 동물은 화학발광의 하위 유형인 생물발광이라고 하는 가시광선 에너지를 방출한다. 이는 화학 에너지가 빛 에너지로 전환되는 화학 반응이다. 심해 동물의 90%가 어떤 종류의 생물발광을 하는 것으로 추정된다. 가시광선 스펙트럼의 많은 부분이 심해에 도달하기 전에 흡수된다는 점을 고려하면, 해양 동물에서 방출되는 빛의 대부분은 청색광과 녹색광이다. 그러나 일부 종은 적색광과 적외선 빛을 방출하며, 심지어 황색광을 방출하는 속이 발견되기도 했다. 생물발광으로 빛을 방출하는 기관을 발광포라고 한다. 이 유형은 오징어와 물고기에만 존재하며, 포식자에게 실루엣을 숨기기 위해 배쪽 표면을 비추는 데 사용된다. 바다 동물의 발광포의 용도는 서로 다르다. 예를 들어, 색상의 강도를 조절하는 렌즈와 생성되는 빛의 강도를 조절하는 렌즈가 있다. 오징어는 발광포(photophore)와 색소포(chromatophore)를 모두 가지고 있어서 두 가지 강도를 모두 조절한다. 해파리가 내는 빛의 폭발에서 분명히 드러나는 생물발광의 방출을 담당하는 또 다른 요소는 루시페린(광발생원)으로 시작해서 빛을 내는 기관(포타고기콘)으로 끝나는 것이다. 루시페린, 루시퍼레이스, 염, 산소가 반응하고 결합하여 광단백질이라는 단일 단위를 형성한다. 이 광단백질은 Ca2+와 같은 다른 요소와 반응하여 빛을 생성할 수 있다. 해파리는 이것을 방어 메커니즘으로 사용한다. 작은 포식자가 해파리를 잡아먹으려고 할 때 해파리는 빛을 번쩍이는데, 이는 더 큰 포식자를 유인하고 작은 포식자는 쫓아낸다. 이는 또한 짝짓기 행동에도 사용된다.
산호초를 형성하는 산호와 말미잘에서는 형광을 낸다. 즉, 한 파장에서 빛이 흡수되어 다른 파장에서 다시 방출된다. 이러한 색소는 천연 자외선 차단제 역할을 하고, 광합성을 돕고, 경고색 역할을 하고, 배우자를 끌어들이고, 경쟁자에게 경고하고, 포식자를 혼란스럽게 할 수도 있다.

#### 색소포
색소포는 중추 운동 신경에 의해 직접적으로 자극을 받는 색소를 변화시키는 세포이다. 이들은 주로 위장을 위한 빠른 환경 적응을 위해 사용된다. 피부의 색소를 바꾸는 과정은 매우 발달된 단일 색소포 세포와 여러 개의 근육, 신경, 신경교세포, 말이집 세포에 의존한다. 색소포는 수축하며 세 가지 다른 액체 색소를 저장하는 소포를 포함한다. 각 색상은 세 가지 유형의 색소포 세포, 즉 적색소포(erythrophore), 멜라닌색소포(melanophore), 황색소포(xanthophore)에 의해 표시된다. 첫 번째 유형은 카로티노이드와 프테리딘과 같은 붉은 색소를 함유한 적색소포이다. 두 번째 유형은 멜라닌과 같은 검은색과 갈색 색소를 함유한 멜라닌색소포이다. 세 번째 유형은 카로티노이드 형태의 황색 색소를 함유한 황색소포이다. 다양한 색상은 색소포의 여러 층이 결합되어 만들어진다. 이러한 세포는 일반적으로 동물의 피부나 비늘 아래에 위치한다. 세포가 생성하는 색상에는 바이오크롬과 스케모크롬(schematochrome)의 두 가지 범주가 있다. 바이오크롬은 화학적으로 형성된 미세한 천연 색소이다. 이들의 화학적 구성은 일부 색깔의 빛을 흡수하고 나머지는 반사하도록 만들어졌다. 이와 대조적으로 스케모크롬(구조색)은 무색 표면에서의 빛 반사와 조직에서의 굴절에 의해 생성되는 색상이다. 스케모크롬은 프리즘처럼 작용하여 가시광선을 굴절시키고 주변으로 분산시켜 결국 특정 색상 조합을 반사하게 된다. 이러한 범주는 색소포 내에서 색소의 이동에 의해 결정된다. 생리학적 색상 변화는 단기적이고 빠르게 일어나는데, 어류에서 발견되며, 환경 변화에 대한 동물의 반응 결과이다. 이와 대조적으로 형태학적 색상 변화는 장기적인 변화이며, 동물의 여러 단계에서 일어나며, 색소포 수의 변화로 인해 일어난다. 색소, 투명도 또는 불투명도를 바꾸기 위해 세포의 모양과 크기가 바뀌고, 바깥 껍질이 늘어나거나 줄어든다.

#### 광보호 색소
UV-A와 UV-B로 인한 피해로 인해, 해양 동물은 자외선을 흡수하고 자외선 차단제 역할을 하는 화합물을 갖도록 진화했다. 미코스포린 유사 아미노산(MAA)은 310~360 nm 범위의 자외선을 흡수할 수 있다. 멜라닌은 잘 알려진 자외선 차단제 중 하나이다. 카로티노이드와 광색소는 모두 산소 자유 라디칼을 해소하며 간접적으로 광보호 색소 역할을 한다. 또한 이들은 파란색 영역의 빛 에너지를 흡수하는 광합성 색소를 보충한다.

#### 색소의 방어적 역할
동물들이 색 패턴을 이용해 포식자에게 경고한다는 것은 잘 알려진 사실이지만, 해면동물의 색소가 해면동물을 잡아먹는 것으로 알려진 갑각류의 탈피를 조절하는 데 사용되는 화학 물질을 모방한 것으로 관찰되었다. 그래서 갑각류가 해면동물을 먹을 때마다 화학 색소가 탈피를 막게 되고, 갑각류는 결국 죽게 된다.

#### 색상에 대한 환경적 영향
무척추동물의 색상은 깊이, 수온, 먹이, 해류, 지리적 위치, 빛 노출, 퇴적물에 따라 달라진다. 예를 들어, 특정 말미잘이 함유한 카로티노이드의 양은 바다 깊숙이 들어갈수록 줄어든다. 따라서 깊은 바닷물에 사는 해양 생물은 색소가 감소하여 밝은 곳에 사는 생물보다 덜 밝다. 군체성 해초류-남조류 공생체인 트리디뎀눔 솔리둠(Trididemnum solidum)의 군체에서는 서식하는 빛 조건에 따라 색상이 다르다. 햇빛에 충분히 노출된 군집은 석회화가 심하고 두껍고 흰색을 띤다. 대조적으로 그늘진 곳에 사는 군집은 피코사이아닌(빨간색을 흡수하는 색소)보다 페코에리트린(녹색을 흡수하는 색소)이 더 많고, 더 얇으며, 보라색을 띤다. 그늘진 군체의 보라색은 주로 조류의 피코빌린 색소로 인해 나타나는데, 이는 빛에 노출되는 정도에 따라 군체의 색상이 달라지는 것을 의미한다.

#### 적응형 색상
경고색은 잠재적인 포식자에게 멀리 떨어지라는 신호를 보내는 경고 메세지이다. 많은 해달팽이류는 해면에서 나오는 불쾌하고 독성이 강한 화학 물질을 흡수하여 역류선(꺼풀 가장자리 주위에 위치)에 저장한다. 해달팽이의 포식자들은 밝은 색상 패턴 때문에 특정 해달팽이를 피하는 법을 배웠다. 피식자는 또한 다양한 유기 화합물과 무기 화합물을 포함한 독성 화합물을 통해 자신을 보호한다.

#### 생리적 활성
해양 동물의 색소는 방어적 역할 외에도 여러 가지 목적으로 사용된다. 일부 색소는 자외선으로부터 보호하는 효과가 있는 것으로 알려져 있다(광보호 색소 참조). 해달팽이류인 넴브로타 쿠바르야나(Nembrotha kubaryana)에서는 테트라피롤 색소 13이 강력한 항균제인 것으로 밝혀졌다. 또한 이 생물에서는 탐자민 A, B, C, E, F가 항균, 항암, 면역억제 활성을 보였다.
세스퀘테르페노이드는 파란색과 보라색을 띠는 것으로 알려져 있지만, 항균, 면역조절, 세포독성과 같은 다양한 생물학적 활성을 나타내는 것으로 보고되었으며, 수정된 성게와 멍게 알의 세포 분역에 대한 억제 활성도 있는 것으로 알려져 있다. 다른 몇몇 색소는 세포독성이 있는 것으로 나타났다. 실제로 파켈리아 스텔리데르마(Phakellia stelliderma)라는 해면에서 분리된 두 가지 새로운 카로티노이드는 쥐의 백혈병 세포에 대해 가벼운 세포독성을 보였다. 의학적으로 관련이 있는 다른 색소로는 사이토네민, 톱센틴, 데브로모히메니알디신이 있으며, 각각 염증, 류머티스 관절염, 골관절염에서 여러 가지 주요 화합물을 포함하고 있다. 톱센틴이 면역원성 염증의 강력한 매개체이고 톱센틴과 스키토네민이 신경원성 염증의 강력한 억제제라는 증거가 있다.

## 용도
생물 색소를 추출하여 염료로 사용할 수도 있다.
생물 색소(아스타잔틴, 리코펜 등)는 식이 보충제로 사용된다.

## 같이 보기
- 광합성 색소
- 호흡 색소
- 피부색
- 멜라닌